# Йар Мухаммад
Йар Мухаммад — сын Мангишлак-хана, внук фактического последнего хана Золотой Орды Кичи-Мухаммеда и потомок Тукай-Тимура сына Джучи. Согласно «Бахр ал-асрар» прибыл в Мавераннахр вместе со своим отцом и встал во главе клана Аштарханидов в возрасте 14 лет после смерти Мангишлак-хана.

## Биография
В главе 11 четвёртого рукна Махмуд ибн Вали повествует о возвышении Йар Мухаммад-хана, формального главы всех Аштарханидов. Следует отметить, что о правлении Йар Мухаммад-хана где бы то ни было не упоминает ни один источник, кроме «Бахр ал-асрар». Махмуд ибн Вали сознательно нарушал хронологию событий в данной части сочинения, чтобы соблюсти политический этикет. Йар Мухаммад был провозглашён ханом только в 1599—1600 годах после своего возвращения из Кандагара. Из этих отрывочных сведений исследователи считают, что он нигде никогда не правил. Всеми делами управляли его сын Джани-хан (Джани-бек, Джани Мухаммад) и его внуки Дин Мухаммад и Баки Мухаммад. После смерти бухарского хана Абдалмумина, Йар Мухаммад-хан был провозглашён, по инициативе Дин Мухаммада и Баки Мухаммада, ханом Хорасана и Забулистана, хотя реальным главой их клана по-прежнему оставался внук последнего Дин Мухаммад. Дин Мухаммад в Герате в 1598 году читал хутбу и чеканил монеты от имени своего деда Йар Мухаммада. Несколько позже, с именем Йар Мухаммада выпустили монеты его другие внуки Баки Мухаммад в Самарканде и Вали Мухаммад в Балхе.
Таким образом, наметились 4 основных политических центра на территории бывшей империи Абдулла-хана II: Бухара, где правил Пирмухаммад-хан II, Самарканд, находившийся под властью Абдалваси-бия, Балх, в котором сидел Абдаламин-султан и Герат, который подпал под власть Аштарханидов Йар Мухаммада и Дин Мухаммада.
Во время состоявшего боя в местности Багишамал в 1601 году между войсками Пирмухаммед-хана II и клана Аштарханидов, Йар Мухаммад, совместно Джани Мухаммадом и другими членами клана не покидал Самарканд, как сказано у Махмуд ибн Вали — в «целях благоразумия». В результате победы над Пирмухаммадом II Аштарханидам удалось полностью поставить под свой контроль столицу государства — Бухару и второй по значимости город Мавераннахра — Самарканд. Верховным правителем Бухарского ханства был объявлен Йар Мухаммад, который к этому времени был уже весьма пожилым человеком. Он не решился возглавить государство и передал правление своему старшему сыну Джани Мухаммаду, которому перешли все атрибуты (хутба, сикка, титулатура) ханской власти и суверенитета. С 1601 года стали выпускаться монеты с именем Джани Мухаммада четырмя монетными дворами: в Бухаре, Балхе, Самарканде и Ташкенте.
У Йар Мухаммада было 6 сыновей и 2 дочери: Джани Мухаммад-хан, Аббас-султан, Рахманкули-султан — их матерью была Шах-бигим из рода Ходжи Мир Хайдара; Малик-султан, Турсун Мухаммад-султан — их матерью являлась Шайх-бигим из племени кунграт.
Год рождения и смерти данного династа не известны. Единственное, о чём говорит Махмуд ибн Вали, — это то, что он встал во главе клана в юном возрасте и похоронен в мазаре Хазрат-и Ходжа-йи Бузург в Бухаре.
После смерти Йар Мухаммада формально старшим в роду оставался его сын Джани Мухаммад.